# اتو براندل
اتو براندل (انگلیسی: Otto Brendel; ۱۰ اکتبر ۱۹۰۱ – ۸ اکتبر ۱۹۷۳) باستان‌شناس کلاسیک، و استاد دانشگاه اهل آلمان بود.

## افتخارات
وی همچنین برندهٔ جوایزی همچون برنامه فولبرایت شده‌است.